# Брайт, Герман
Ге́рман Альберт Брайт (нем. Hermann Albert Breith; 7 мая 1892, Пирмазенс, Германия — 3 сентября 1964, Вахтберг, Германия) — немецкий генерал танковых войск. Кавалер Рыцарского креста с Мечами и Дубовыми Листьями.

## Начало карьеры и Первая мировая война
Поступил на военную службу в апреле 1910 года фанен-юнкером (кандидат в офицеры) в 60-й пехотный полк. В сентябре 1911 года произведён в лейтенанты.
В начале Первой мировой войны командовал пулемётной ротой. В сентябре 1914 года награждён Железным крестом 2-й степени. В 1915—1917 — полковой адъютант 60-го пехотного полка. В июле 1916 года награждён Железным крестом 1-й степени. С ноября 1916 года — обер-лейтенант. В конце войны — адъютант 241-й пехотной бригады. В октябре 1918 года награждён Рыцарским крестом ордена Дома Гогенцоллернов.

## Между мировыми войнами
Продолжил службу в рейхсвере. С марта 1924 года — капитан, с октября 1925 года служил в автотранспортных частях. В 1931—1934 годах — в военном министерстве, в инспекции транспортных войск. С декабря 1933 года — майор. В 1935—1938 года — командир батальона 5-го танкового полка, с апреля 1936 года — подполковник.
С ноября 1938 года — командир 36-го танкового полка. Награждён медалью за оккупацию Судетской области и Чехии-Моравии. С января 1939 года — полковник.

## Вторая мировая война
Участвовал в Польской кампании, командуя 36-м танковым полком. Награждён планками к Железным крестам обеих степеней (повторное награждение).
С 15 февраля 1940 года — командир 5-й танковой бригады. За участие во Французской кампании награждён Рыцарским крестом (№ 66).
С ноября 1940 по октябрь 1941 года — в штабе верховного командования сухопутных сил. С августа 1941 года — генерал-майор.
С октября 1941 по октябрь 1942 года — командир 3-й танковой дивизии (в составе группы армий «Юг», бои в районе Харькова, затем на Кавказе). В январе 1942 года награждён Дубовыми Листьями (№ 69) к Рыцарскому кресту. С ноября 1942 года — генерал-лейтенант.
С 3 января 1943 года — командующий 3-м танковым корпусом. С марта 1943 года — в звании генерал танковых войск. В феврале 1944 года награждён Мечами (№ 48) к Рыцарскому кресту с Дубовыми Листьями. Корпус воевал на Кавказе, на Курской дуге, на Днепре, на Западной Украине, в Венгрии. В апреле 1945 года отступил в Австрию.
Генерал Брайт был взят в плен американцами в Альпах 8 мая 1945 года, отпущен в мае 1947 года.

## Награды
- Железный крест 2-го класса (10 сентября 1914, королевство Пруссия)
- Железный крест 1-го класса (30 июля 1916, королевство Пруссия)
- Гамбургский Ганзейский крест (16 апреля 1917, Гамбург)
- Орден Дома Гогенцоллернов с мечами (28 октября 1918, королевство Пруссия)
- Почётный крест ветерана войны с мечами
- Медаль «В память 1 октября 1938 года» с пряжкой «Пражский замок»
- Пряжка к Железному кресту 2-го класса (23 сентября 1939)
- Пряжка к Железному кресту 1-го класса (2 октября 1939)
- Нагрудный знак «За танковую атаку» (20 мая 1940)
- Нагрудный знак «За ранение» чёрный (1 июня 1940)
- Рыцарский крест железного креста с Дубовыми листьями и Мечами
  - Рыцарский крест (№ 66) (3 июня 1940)
  - Дубовые листья (№ 69) (31 января 1942)
  - Мечи (№ 48) (21 февраля 1944)
- Медаль «За зимнюю кампанию на Востоке 1941/42» (1 июля 1942)
- Упоминался в «Вермахтберихт» (31 января 1942, 20 февраля 1944, 9 сентября 1944, 30 октября 1944)